# Avtoimunski hepatitis
Avtoimunski hepatitis je redko kronično avtoimunsko vnetje jeter. Vzrok ni znan, gre pa verjetno za kombinacijo okolijskih in genetskih dejavnikov, ki sprožijo z limfociti T posredovan avtoimunski vnetni odziv v jetrih. Organizem tvori avtoprotitelesa, ki napadejo jetrne celice, kar postopoma vodi v vnetje in nekrozo jeter. Začetni simptomi so lahko utrujenost, bolečine v mišicah ter klinični znaki akutnega vnetja jeter (vročina, zlatenica, bolečina v zgornjem desnem delu trebuha). Pogosto bolezen v začetku poteka povsem brezsimptomno, zdravniki pa jo odkrijejo le zaradi povišanih vrednosti testov delovanja jeter. Nezdravljeni avtoimunski hepatitis lahko povzroči fibrozo in cirozo jeter.  Pri zdravljenju se uporabljajo kortikosteroidi in azatioprin.

## Epidemiologija
Gre za redko bolezen; njena razširjenost v Evropi je 15–25 bolnikov na 100.000 prebivalcev, vendar narašča. Ženske zbolevajo vsaj trikrat pogosteje kot moški.

## Bolezenski znaki in simptomi
Avtoimunski hepatitis lahko poteka, zlasti v začetku, povsem brezsimptomno (12–35 % primerov), z znaki kronične jetrne bolezni, kot akutna jetna poškodba ali pa celo kot fulminantna jetrna odpoved.
Pri brezsimptomno potekajočem avtoimunskem hepatitisu lahko zdravnik posumi na bolezen le zaradi povišanih vrednosti testov delovanja jeter (zlasti povišane vrednosti transaminaz). Pogosti so začetni nespecifični, lahko tudi dolgo časa trajajočimi  simptomi, kot so utrujenost, bolečine v mišicah splošno slabo počutje, letargičnost, nenamerno hujšanje, neješčnost ... Lahko se pokažejo klinični znaki akutnega vnetja jeter (vročina, zlatenica, bolečina v zgornjem desnem delu trebuha). Pojavi se lahko tudi bolečina v sklepih; prizadeti so zlasti mali sklepi. Redko se pojavi tud izpuščaj. Pri ženskah lahko pride do amenoreje (izostanka mesečnega perila). Telesni pregled lahko pokaže na znake in simptome kronične jetrne bolezni.
Avtoimunski hepatitis se pogosto pojavlja skupaj z drugimi avtoimunskimi boleznimi, kot so celiakija, vaskulitis in avtoimunski tiroiditis.

## Zdravljenje
Cilj zdravljenja je doseči remisijo (zazdravitev), kar pomeni izboljšanje klinične slike, normalizacijo aminotransferaz, celokupnega bilirubina, gamaglobulinov ali IgG ter normalen histopatološki izvid vzorca jeter. Zdravili prvega izbora sta sistemski kortikosteroid in azatioprin. Pri bolnikih z novoodkrito boleznijo se uporablja tudi budezonid. Če se bolniki ne odzovejo na zdravljenje z zdravili prvega izbora, se uporabijo druga zdravila, kot so mofetilmikofenolat in kalcinevrinski zaviralci (takrolimus, ciklosporin). Pri bolnikih z akutno odpovedjo jeter ali jetrno cirozo z zapleti je lahko potrebna presaditev jeter.